# 亚述里姆尼谢舒
亚述里姆尼谢舒（英語：Ashur-rim-nisheshu）（？—前1390年），古亚述时期的亚述国王（公元前1398年—公元前1390年在位）亚述贝尔尼谢舒之子和继承人，他死后由亚述纳迪纳赫二世承袭。
| 前任： 亚述贝尔尼谢舒 | 亚述国王 前1398年－前1390年 | 繼任： 亚述纳迪纳赫二世 |